# Falaises d'Anduze
Falaises d'Anduze este o arie protejată (sit de importanță comunitară — SCI) din Franța întinsă pe o suprafață de 535 ha, integral pe uscat.

## Localizare
Centrul sitului Falaises d'Anduze este situat la coordonatele 44°04′22″N 4°00′33″E / 44.07278°N 4.00917°E.

## Înființare
Situl Falaises d'Anduze a fost declarat arie specială de conservare în baza directivei 92/43 din 1992 referitoare la conservarea habitatelor naturale și a faunei și florei sălbatice pentru a proteja 2 specii de animale.

## Biodiversitate
Situată în ecoregiunea mediteraneană, aria protejată conține 6 habitate naturale: Pseudostepă cu ierburi și specii anuale de Thero-Brachypodietea, Grohotișuri termofile și vest-mediteraneene, Pante stâncoase calcaroase cu vegetație casmofită, Păduri de Quercus ilex și Quercus rotundifolia, Pajiști uscate seminaturale și facies de acoperire cu tufișuri pe substraturi calcaroase (Festuco-Brometalia) (* situri importante pentru orhidee), Peșteri inaccesibile publicului.
La baza desemnării sitului se află mai multe specii protejate de  mamifere (2): liliac cu aripi lungi (Miniopterus schreibersii), liliac cărămiziu (Myotis emarginatus).
Pe lângă speciile protejate, pe teritoriul sitului au mai fost identificate 1 specie de mamifere.